# Аржантан-1 (кантон)
Аржантан-1 (фр. Argentan-1) — кантон во Франции, находится в регионе Нормандия, департамент Орн. Входит в состав округа Аржантан.

## История
Кантон образован в результате реформы 2015 года. В его состав вошли отдельные коммуны упраздненных кантонов Аржантан-Уэст, Аржантан-Эст, Мортре, Пютанж-Пон-Экрепен и Трен.
С 1 января 2018 года состав кантона изменился. Коммуна Фонтене-сюр-Орн вошла в состав коммуны Экуше-ле-Валле кантона Маньи-ле-Дезер.

## Состав кантона с 1 января 2018 года
В состав кантона входят коммуны (население по данным Национального института статистики за 2018 г.):
- Аржантан (7 710 чел., западные и северные кварталы)
- Бриё (91 чел.)
- Буашампре (1 194 чел.)
- Жювиньи-сюр-Орн (124 чел.)
- Коммо (154 чел.)
- Монтабар (283 чел.)
- Мулен-сюр-Орн (313 чел.)
- Неси (517 чел.)
- Оккань (662 чел.)
- Ону-ле-Факон (245 чел.)
- Ри (164 чел.)
- Роне (173 чел.)
- Сарсо (1 045 чел.)
- Се (223 чел.)
- Севиньи (307 чел.)

## Политика
На президентских выборах 2022 г. жители кантона отдали в 1-м туре Эмманюэлю Макрону 29,2 % голосов против 28,0 % у Марин Ле Пен и 16,8 % у Жана-Люка Меланшона; во 2-м туре в кантоне победил Макрон, получивший 54,6 % голосов. (2017 год. 1 тур: Эмманюэль Макрон – 24,0 %, Марин Ле Пен – 22,1 %, Франсуа Фийон – 20,9 %, Жан-Люк Меланшон – 17,4 %; 2 тур: Макрон – 63,8 %. 2012 год. 1 тур: Франсуа Олланд — 30,4 %, Николя Саркози — 25,8 %, Марин Ле Пен — 17,7 %; 2 тур: Олланд — 55,4 %).
С 2015 года кантон в Совете департамента Орн представляют мэр коммуны Севиньи Брижитт Гассо (Brigitte Gasseau) (Разные левые) и мэр города Аржантан Фредерик Левейе (Frédéric Leveillé) (Социалистическая партия).
|                | Кандидаты                     | Партия       | Первый тур | Первый тур     | Второй тур | Второй тур |
| Кол-во голосов | Кандидаты                     | Партия       | % голосов  | Кол-во голосов | % голосов  |            |
| -------------- | ----------------------------- | ------------ | ---------- | -------------- | ---------- | ---------- |
|                | Брижитт Гассо Фредерик Левейе | Левый блок   | 2 293      | 83,20          | 2 352      | 84,94      |
|                | Жорж Бёшер Анни Деноль        | Разные левые | 463        | 16,80          | 417        | 15,06      |

|                | Кандидаты                      | Партия                    | Первый тур | Первый тур     | Второй тур | Второй тур |
| Кол-во голосов | Кандидаты                      | Партия                    | % голосов  | Кол-во голосов | % голосов  |            |
| -------------- | ------------------------------ | ------------------------- | ---------- | -------------- | ---------- | ---------- |
|                | Брижитт Гассо Фредерик Левейе  | Левый блок                | 2 004      | 40,48          | 2 496      | 48,74      |
|                | Жан-Пьер Фонтен Брижитт Шоке   | Союз за народное движение | 1 317      | 26,61          | 1 467      | 28,65      |
|                | Александр Гите Полин Нивагьоли | Национальный фронт        | 1 216      | 24,57          | 1 158      | 22,61      |
|                | Жан-Луи Мюстьер Софи Шенель    | Левый фронт               | 413        | 8,34           |            |            |